# Esen
Esen is een dorp in de Belgische provincie West-Vlaanderen. Esen is een deelgemeente van de stad Diksmuide sinds de fusie in 1965. Het dorp is na Diksmuide-centrum zelf de deelgemeente met de meeste inwoners.
Het dorpscentrum van Esen ligt langs een van de grote toegangswegen naar de stad Diksmuide, namelijk de N35 die de stad verbindt met het binnenland en de snelweg A17/E403 in Lichtervelde. Ook de stadskern van Diksmuide strekt zich voor een stuk uit over het grondgebied van de deelgemeente Esen. De Handzamevaart vormt de noordgrens van de deelgemeente.
Het station Esen langs spoorlijn 73 werd aan het begin van de Eerste Wereldoorlog vernietigd door Duitse troepen. Het gebouw bestaat tegenwoordig niet meer.

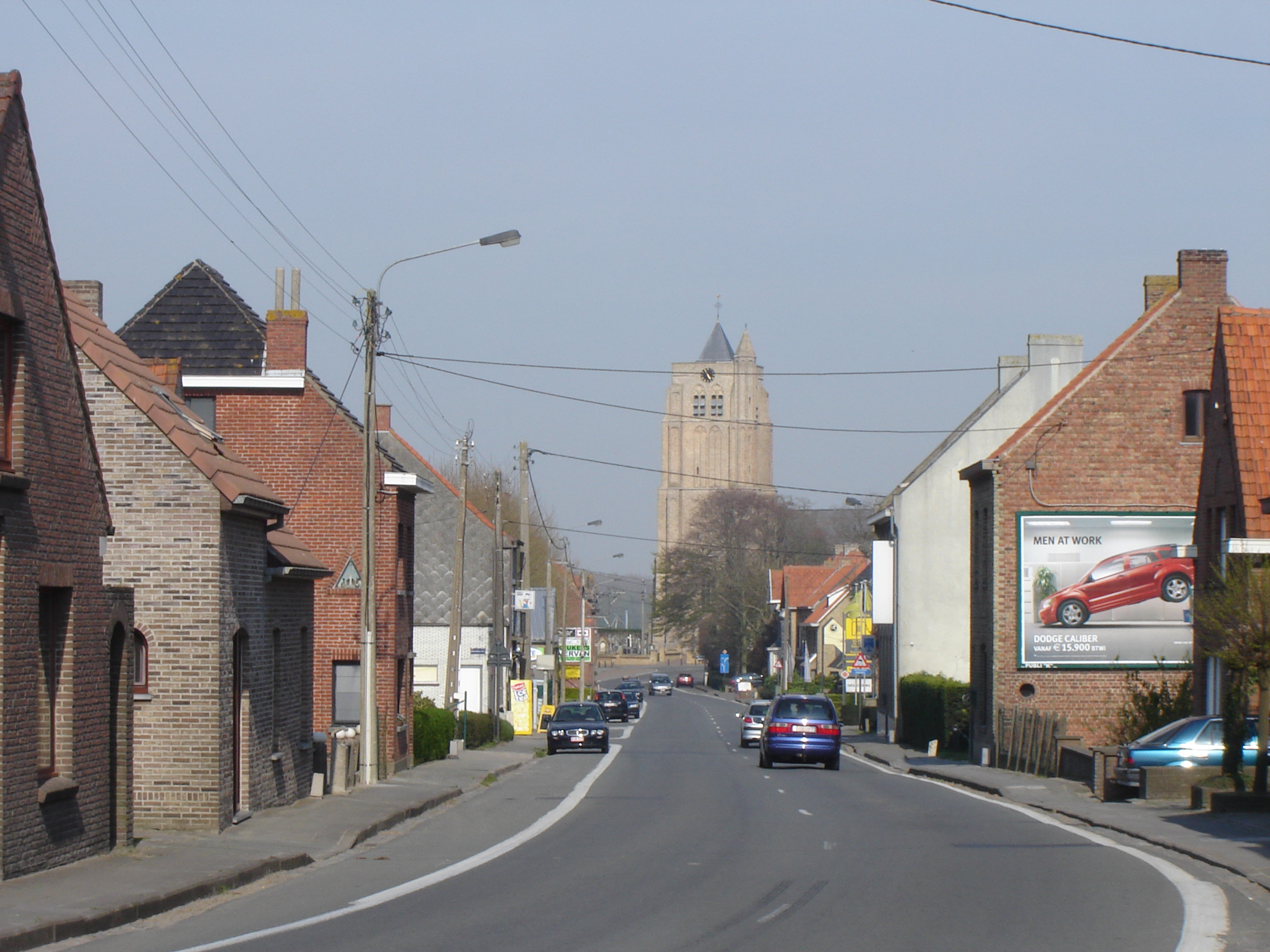
Binnenrijden via Esenweg (N35) vanuit Diksmuide

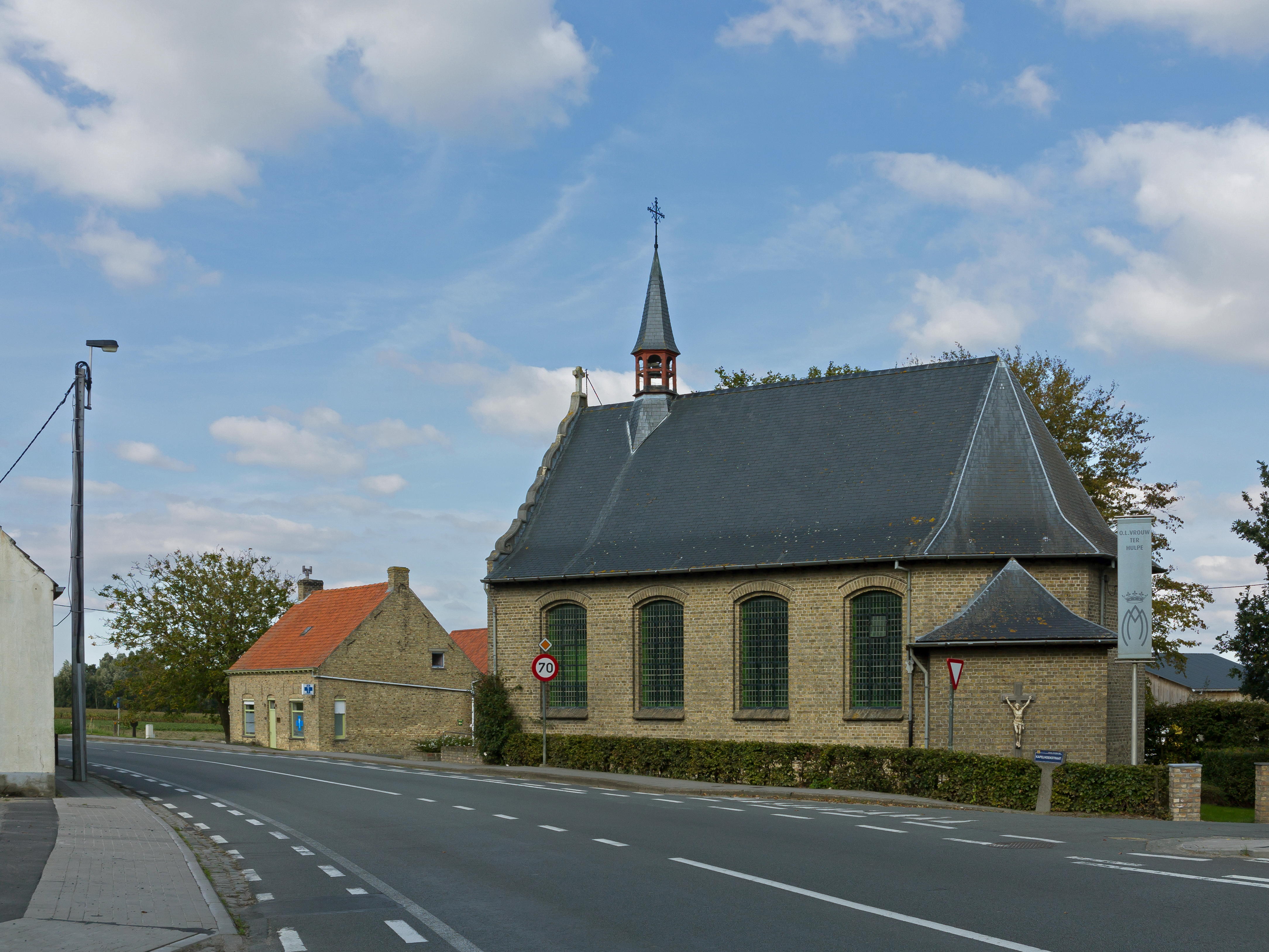
Heropgebouwde kapel Onze-Lieve-Vrouw-ter-Hulpe

## Geschiedenis
De eerste vermelding van Esen is mogelijk van 861 (andere auteurs noemen 1066), als Esna. Esen zou een samentrekking zijn van hees (kreupelhout) en ene (verzameling), ofwel: bos van kreupelhout. De vermelding: ecclesia de Esna cum capellis suis Diccamutha et Clarc zou dan betekenen dat Diksmuide en Klerken oorspronkelijk hulpkapellen van de parochie van Esen waren. Beide worden in 1144 van Esen afgescheiden.
Einde 11e eeuw vestigden de heren van Esen zich als burggraaf in Diksmuide. Een van dezen, Ingelram van Esen, maakte deel uit van het complot dat Karel de Goede zou vermoorden. Einde 12e eeuw zou het oorspronkelijk lemen kerkje door een romaans bouwwerk zijn vervangen.
Vanuit de abdij van Marquette-lez-Lille werd in 1227 of 1237 een cisterciënzerinnenabdij gesticht, welke echter in 1270 naar Zillebeke werd verplaatst. In 1488 had de plaats te lijden van de troepen van Maximiliaan, waarbij ook de kerk werd verwoest. Weliswaar was de kerk in 1524 weer herbouwd, maar in 1566 had hij te lijden van de beeldenstorm. In 1630 werd een herstelde kerk ingewijd.
Begin 18e eeuw was er een kalkoven in bedrijf, waarvoor de grondstoffen via de Handzamevaart konden worden aangevoerd. In 1858 werd de spoorlijn aangelegd en kwam het Station Esen tot stand. In 1864 kwamen de Zusters van Liefde van Heule naar Esen om daar onderwijs te geven.
Op 20 oktober 1914 werd Esen door de Duitsers ingenomen. Op 15 en 22 november werd de bevolking gedeporteerd. Het Esenkasteel werd door de Duitsers tot vesting omgebouwd. Op 29 september 1918 werd Esen bevrijd. De geallieerden omsingelden aldus Diksmuide, dat ook snel bevrijd werd. Esen was grotendeels vernietigd. De Duitsers hadden een begraafplaats ingericht, het Friedhof Roggeveld. In 1956 werden de stoffelijke overschotten verplaatst naar het Deutscher Soldatenfriedhof Vladslo, inclusief de beelden van het Treurend Ouderpaar van Käthe Kollwitz.
In 1965 werd Esen, samen met Kaaskerke, bij de gemeente Diksmuide gevoegd. In 1977 werd deze fusiegemeente nog aanzienlijk uitgebreid.

## Bezienswaardigheden
- De laatgotische Sint-Pieterskerk dateert oorspronkelijk uit de 15de eeuw. In de Eerste Wereldoorlog werd de kerk net als het dorp zwaar beschadigd. De kerk werd na de oorlog heropgebouwd.

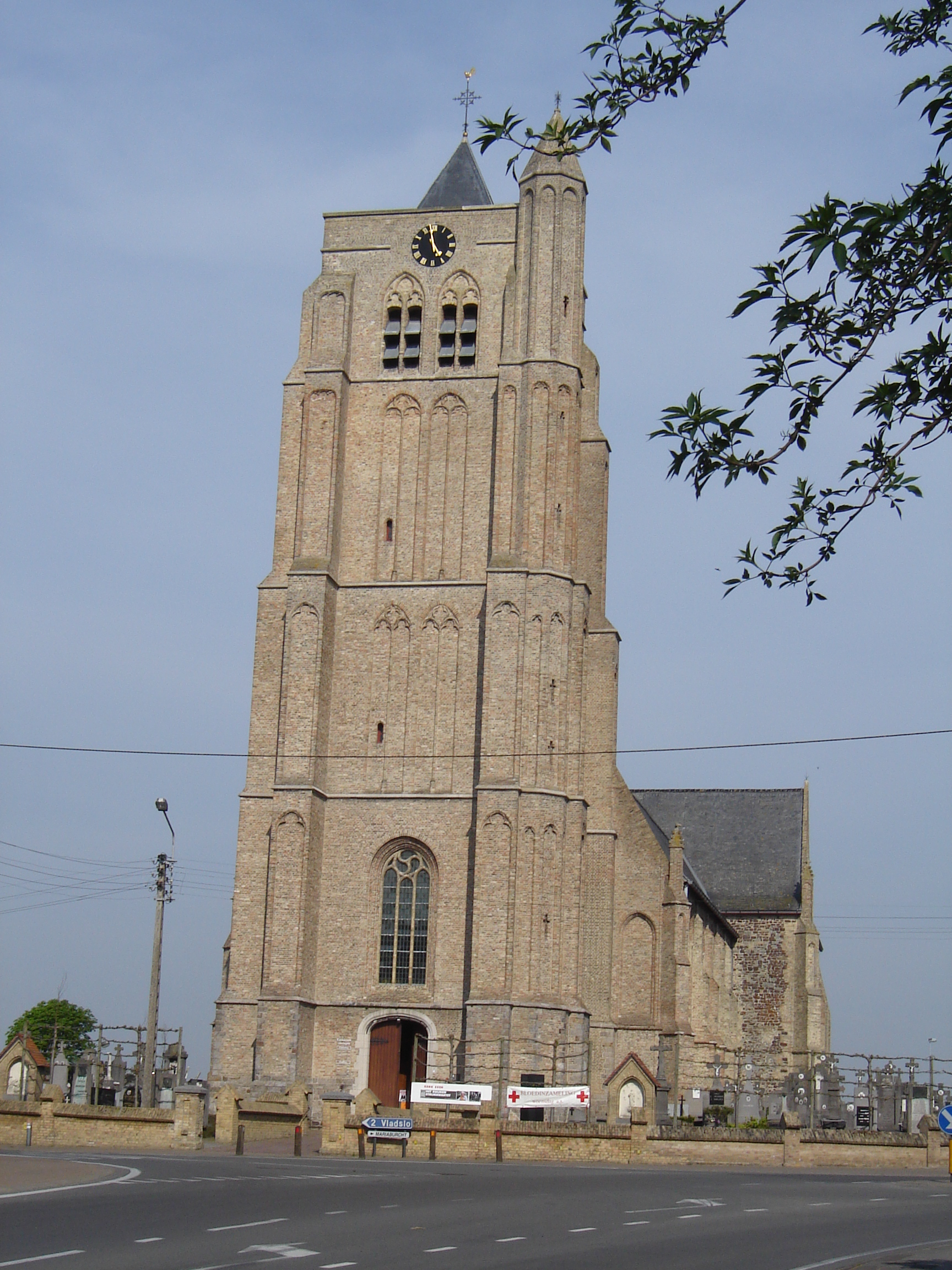
Sint-Petruskerk

- Kapel Onze-Lieve-Vrouw-ter-Hulpe
- Het Esenkasteel

## Natuur en landschap
Esen ligt aan de noordzijde van de Midden-West-Vlaamse Heuvelrug op een hoogte van ongeveer 7 meter. In het noorden ligt de lagere vallei van de Handzamevaart, een ingepolderde voormalige arm van de IJzervallei. Hier liggen de Betoosterse broeken en het Esenbroek op een hoogte van ongeveer 5 meter. Het zuiden van Esen behoort tot Zandlemig Vlaanderen en de hoogte loopt op tot bijna 40 meter. Hier vindt men vooral akkerbouw.

## Economie
In het centrum van Esen is de brouwerij "De Dolle Brouwers" gelegen.

## Demografische evolutie
Bronnen: NIS - Opm:1831 t/m 1961=volkstellingen; 1964= inwonertal op 31 december

## Politiek

### Burgemeesters (1920-1965)
- 1901-1934: Alfons Depoorter
- 1935-1941: Sylvain Degraeuwe
- 1942-1945: Gaston Theunynck (oorlogsburgemeester)
- 1946-1965: Odiel Provoost

## Nabijgelegen kernen
Diksmuide, Zarren, Vladslo, Klerken
Deelgemeenten: Beerst · Diksmuide · Esen · Kaaskerke · Keiem · Lampernisse · Leke · Nieuwkapelle · Oostkerke · Oudekapelle · Pervijze · Sint-Jacobskapelle · Stuivekenskerke · Vladslo · Woumen

Belgische gemeenten · Arrondissement Diksmuide · West-Vlaanderen · Vlaanderen